# Olympische Sommerspiele 1976/Leichtathletik – Kugelstoßen (Männer)
Das Kugelstoßen der Männer bei den Olympischen Spielen 1976 in Montreal wurde am 23. und 24. Juli 1976 im Olympiastadion Montreal ausgetragen. 23 Athleten nahmen teil.
Olympiasieger wurde Udo Beyer aus der DDR. Er gewann vor Jewgeni Mironow und Alexander Baryschnikow, beide aus der Sowjetunion.
Neben dem Olympiasieger traten zudem Hans-Peter Gies und Heinz-Joachim Rothenburg für die DDR an. Beide erreichten das Finale. Gies wurde Fünfter, Rothenburg Zehnter.

Ralf Reichenbach aus der Bundesrepublik Deutschland und der Schweizer Jean-Pierre Egger schieden in der Qualifikation aus.

Athleten aus Österreich und Liechtenstein nahmen nicht teil.

## Rekorde

### Bestehende Rekorde

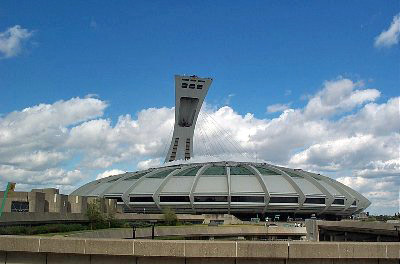
Das Olympiastadion in Montreal

| Weltrekord         | 22,00 m | Alexander Baryschnikow ( Sowjetunion) | Colombes, Frankreich              | 10. Juli 1976     |
| Olympischer Rekord | 21,18 m | Władysław Komar ( Polen)              | Finale OS München, BR Deutschland | 9. September 1972 |

### Rekordverbesserung
Der spätere sowjetische Olympiadritte Alexander Baryschnikow verbesserte den bestehenden olympischen Rekord mit seinem ersten Stoß in der Qualifikation am 23. Juli um vierzehn Zentimeter auf 21,32 m. Seinen eigenen Weltrekord verfehlte er damit um 68 Zentimeter.

## Durchführung des Wettbewerbs
Die Athleten traten am 23. Juli in zwei Gruppen zu einer Qualifikationsrunde an. Elf von ihnen – hellblau unterlegt – übertrafen die direkte Finalqualifikationsweite von 19,40 m. Damit war die Mindestanzahl von zwölf Finalteilnehmern nicht erreicht. So wurde das Finalfeld mit dem Stoßer, der die nächstbeste Weite hatte – hellgrün unterlegt –, auf zwölf Teilnehmer aufgefüllt. Das Finale fand am 24. Juli statt.

## Zeitplan
23. Juli, 10:15 Uhr: Qualifikation

24. Juli, 15:00 Uhr: Finale
Anmerkung:
Alle Zeiten sind in Ortszeit Montreal (UTC−5) angegeben.

## Legende
Kurze Übersicht zur Bedeutung der Symbolik – so üblicherweise auch in sonstigen Veröffentlichungen verwendet:
| – | verzichtet |
| x | ungültig   |

## Qualifikation
Datum: 23. Juli 1976, ab 10:15 Uhr

### Gruppe A
| Platz | Name               | Nation         | 1. Versuch | 2. Versuch | 3. Versuch | Weite   |
| ----- | ------------------ | -------------- | ---------- | ---------- | ---------- | ------- |
| 1     | Hans-Peter Gies    | DDR            | 20,52 m    | –          | –          | 20,52 m |
| 2     | Geoff Capes        | Großbritannien | 20,40 m    | –          | –          | 20,40 m |
| 3     | Hans Höglund       | Schweden       | 19,30 m    | 19,76 m    | –          | 19,76 m |
| 4     | Udo Beyer          | DDR            | 19,69 m    | –          | –          | 19,69 m |
| 5     | Peter Shmock       | USA            | 19,48 m    | –          | –          | 19,48 m |
| 6     | George Woods       | USA            | 19,25 m    | 19,27 m    | 19,35 m    | 19,35 m |
| 7     | Yves Brouzet       | Frankreich     | 18,59 m    | 18,75 m    | 19,14 m    | 19,14 m |
| 8     | Ivan Ivančić       | Jugoslawien    | 18,88 m    | 18,80 m    | 18,75 m    | 18,88 m |
| 9     | Bruce Pirnie       | Kanada         | x          | 17,82 m    | x          | 17,82 m |
| 10    | Mohamed al-Zinkawi | Kuwait         | 13,17 m    | x          | x          | 13,17 m |
| 11    | Saad al-Bishi      | Saudi-Arabien  | 10,89 m    | 11,68 m    | x          | 11,68 m |

### Gruppe B

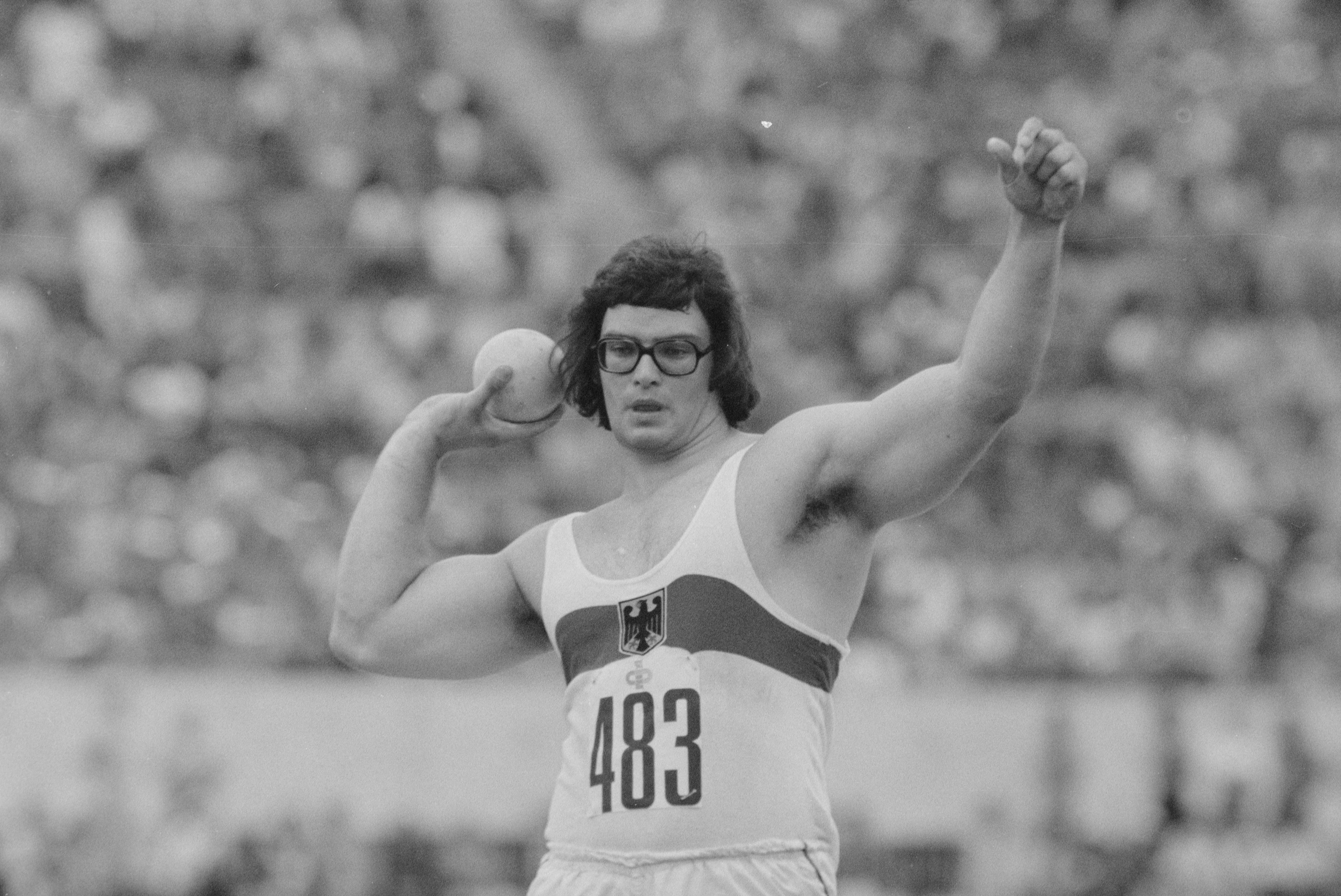
Ralf Reichenbach – ausgeschieden mit 19,31 m

| Platz | Name                     | Nation           | 1. Versuch | 2. Versuch | 3. Versuch | Weite   | Anmerkung |
| ----- | ------------------------ | ---------------- | ---------- | ---------- | ---------- | ------- | --------- |
| 1     | Alexander Baryschnikow   | Sowjetunion      | 21,32 m OR | –          | –          | 21,32 m | OR        |
| 2     | Jewgeni Mironow          | Sowjetunion      | 18,97 m    | 20,26 m    | –          | 20,26 m |           |
| 3     | Heinz-Joachim Rothenburg | DDR              | 19,92 m    | –          | –          | 19,92 m |           |
| 4     | Al Feuerbach             | USA              | 19,87 m    | –          | –          | 19,87 m |           |
| 5     | Jaroslav Brabec          | Tschechoslowakei | 19,80 m    | –          | –          | 19,80 m |           |
| 6     | Reijo Ståhlberg          | Finnland         | 19,08 m    | 19,26 m    | 19,40 m    | 19,40 m |           |
| 7     | Ralf Reichenbach         | BR Deutschland   | 19,13 m    | 19,31 m    | 18,56 m    | 19,31 m |           |
| 8     | Hreinn Halldórsson       | Island           | x          | 18,93 m    | 18,55 m    | 18,93 m |           |
| 9     | Hans Almström            | Schweden         | 18,31 m    | 18,76 m    | x          | 18,76 m |           |
| 10    | Georges Schroeder        | Belgien          | 17,78 m    | 17,97 m    | 18,33 m    | 18,33 m |           |
| 11    | Jean-Pierre Egger        | Schweiz          | 18,06 m    | x          | 18,13 m    | 18,13 m |           |
| 12    | Juan Adolfo Turri        | Argentinien      | 17,24 m    | 16,79 m    | 17,76 m    | 17,76 m |           |

## Finale
Datum: 24. Juli 1976, 15:00 Uhr
| Platz | Name                     | Nation           | 1. Versuch | 2. Versuch | 3. Versuch | 4. Versuch                               | 5. Versuch                               | 6. Versuch                               | Endresultat |
| ----- | ------------------------ | ---------------- | ---------- | ---------- | ---------- | ---------------------------------------- | ---------------------------------------- | ---------------------------------------- | ----------- |
| 1     | Udo Beyer                | DDR              | 20,38 m    | 20,50 m    | 20,49 m    | x                                        | 21,05 m                                  | 20,45 m                                  | 21,05 m     |
| 2     | Jewgeni Mironow          | Sowjetunion      | 19,67 m    | 20,38 m    | 20,14 m    | 20,17 m                                  | 21,03 m                                  | 20,66 m                                  | 21,03 m     |
| 3     | Alexander Baryschnikow   | Sowjetunion      | 20,53 m    | 20,27 m    | 21,00 m    | 20,96 m                                  | 20,58 m                                  | x                                        | 21,00 m     |
| 4     | Al Feuerbach             | USA              | 19,74 m    | 20,55 m    | 20,07 m    | 20,21 m                                  | 20,10 m                                  | 20,32 m                                  | 20,55 m     |
| 5     | Hans-Peter Gies          | DDR              | 19,98 m    | 20,19 m    | 20,47 m    | 20,45 m                                  | 20,11 m                                  | 20,13 m                                  | 20,47 m     |
| 6     | Geoff Capes              | Großbritannien   | 20,15 m    | 20,21 m    | 20,36 m    | 20,32 m                                  | 20,31 m                                  | x                                        | 20,36 m     |
| 7     | George Woods             | USA              | 20,13 m    | 19,97 m    | 20,20 m    | 20,26 m                                  | x                                        | 19,87 m                                  | 20,26 m     |
| 8     | Hans Höglund             | Schweden         | 20,17 m    | 20,10 m    | 19,85 m    | 19,61 m                                  | x                                        | x                                        | 20,17 m     |
|       |                          |                  |            |            |            |                                          |                                          |                                          |             |
| 9     | Peter Shmock             | USA              | 19,77 m    | 19,89 m    | 19,26 m    | nicht im Finale der besten acht Athleten | nicht im Finale der besten acht Athleten | nicht im Finale der besten acht Athleten | 19,89 m     |
| 10    | Heinz-Joachim Rothenburg | DDR              | 19,26 m    | 19,79 m    | x          | nicht im Finale der besten acht Athleten | nicht im Finale der besten acht Athleten | nicht im Finale der besten acht Athleten | 19,79 m     |
| 11    | Jaroslav Brabec          | Tschechoslowakei | 19,62 m    | 19,53 m    | x          | nicht im Finale der besten acht Athleten | nicht im Finale der besten acht Athleten | nicht im Finale der besten acht Athleten | 19,62 m     |
| 12    | Reijo Ståhlberg          | Finnland         | 18,78 m    | 18,99 m    | 18,82 m    | nicht im Finale der besten acht Athleten | nicht im Finale der besten acht Athleten | nicht im Finale der besten acht Athleten | 18,99 m     |

Der sowjetische Athlet Alexander Baryschnikow hatte sich zwei Wochen vor dem Wettkampf mit seinem Weltrekord auf genau 22 Meter in eine Favoritenposition gebracht. Baryschnikow war der erste Athlet, der die im Kugelstoßen neue Drehstoßtechnik einsetzte. In der Qualifikation bekräftigte Baryschnikow seine Sonderstellung: Gleich in seinem ersten Stoß erzielte er mit 21,32 m einen neuen olympischen Rekord. Weitere Medaillenanwärter waren die DDR-Athleten Hans-Peter Gies, Olympiadritter von 1972, Udo Beyer und Heinz-Joachim Rothenburg sowie die beiden US-Amerikaner Allan Feuerbach und George Woods.
Im Finale ging Baryschnikow gleich mit seinem ersten Versuch in Führung, ihm folgte Beyer. Allerdings lagen die erzielten Weiten noch nicht auf dem zu erwartenden Niveau. Im zweiten Durchgang kam Beyer zwar bis auf drei Zentimeter an Baryschnikow heran, doch Feuerbach übernahm nun mit zwei Zentimetern Vorsprung die Führung; die Abstände waren sehr eng, alles war noch offen. In Runde drei zog das Niveau noch einmal an. Baryschnikow erzielte 21,00 m und setzte sich damit wieder an die Spitze vor Feuerbach und Beyer.
Im fünften Durchgang änderte sich die Reihenfolge noch einmal deutlich. Zuerst stieß Beyer die Kugel auf 21,05 m, anschließend kam Baryschnikows Landsmann Jewgeni Mironow auf 21,03 m. Baryschnikow und Feuerbach waren damit auf die Plätze drei und vier abgerutscht. In der letzten Runde änderte sich nichts mehr an der Reihenfolge. Udo Beyer war Olympiasieger, die beiden sowjetischen Athleten Jewgeni Mironow und Alexander Baryschnikow gewannen Silber und Bronze. Baryschnikows olympischer Rekord aus der Qualifikation wurde im Finale nicht mehr erreicht.
Udo Beyer wurde der erste Olympiasieger der DDR im Kugelstoßen.

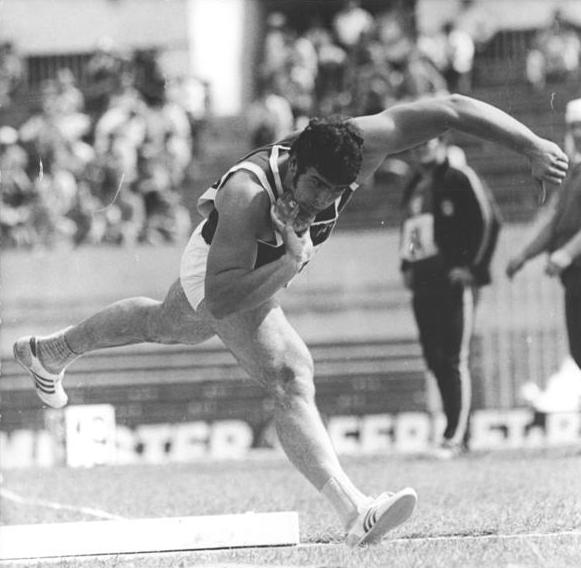
Olympiasieger Udo Beyer
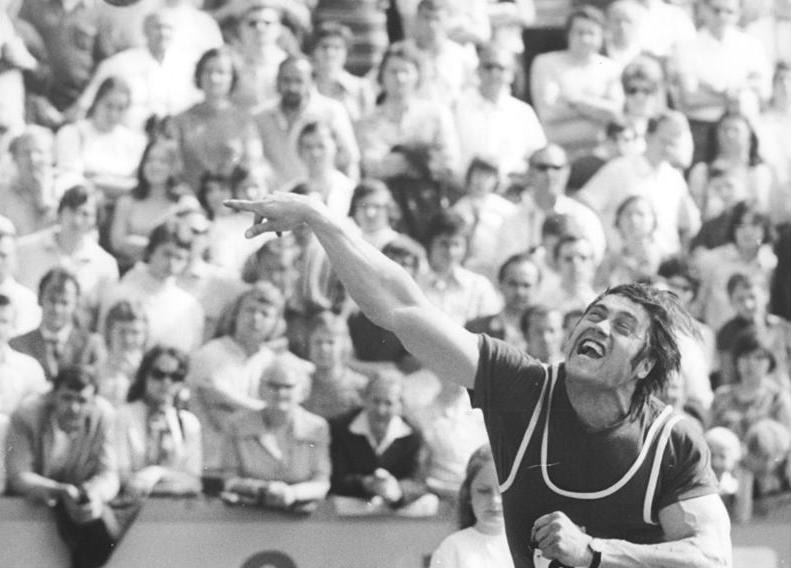
Hans-Peter Gies wurde Fünfter
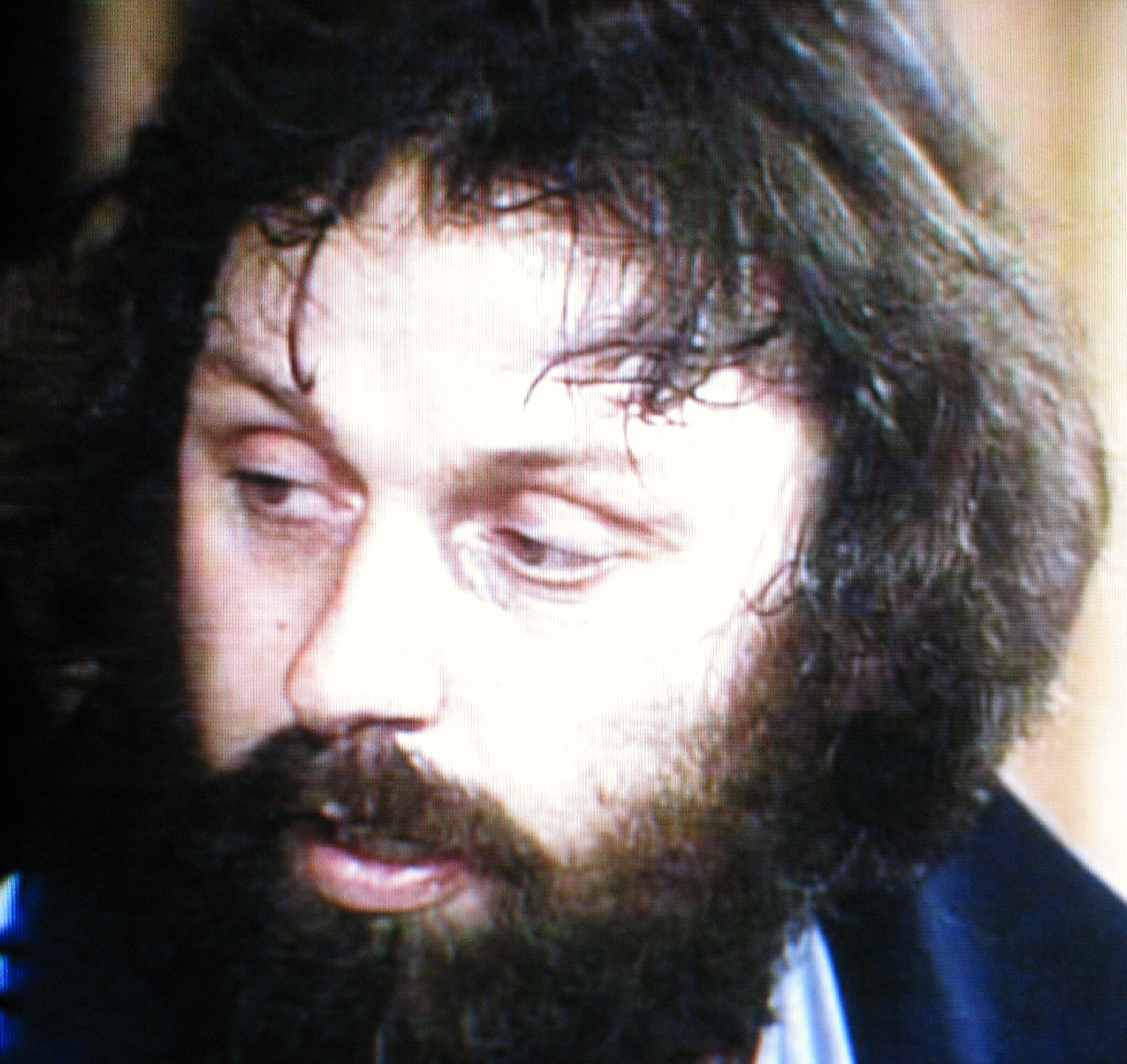
Der Olympiasechste Geoff Capes

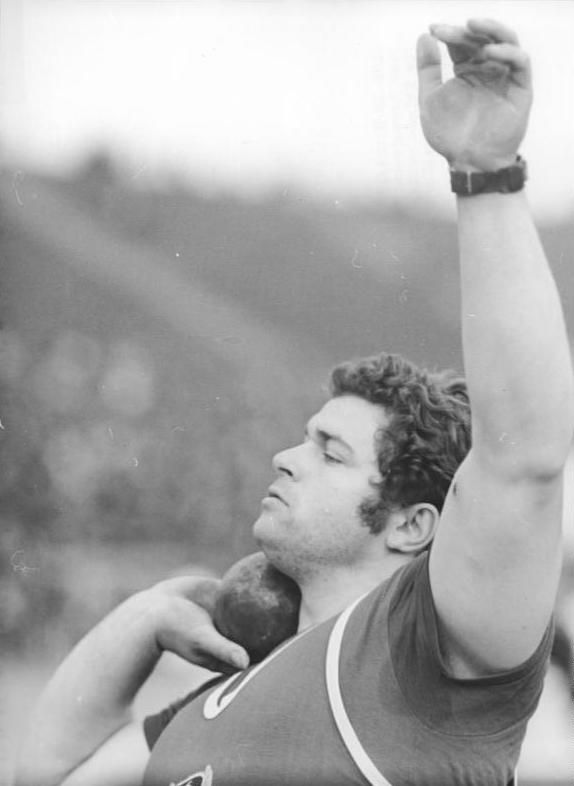
Heinz-Joachim Rothenburg erreichte Platz zehn
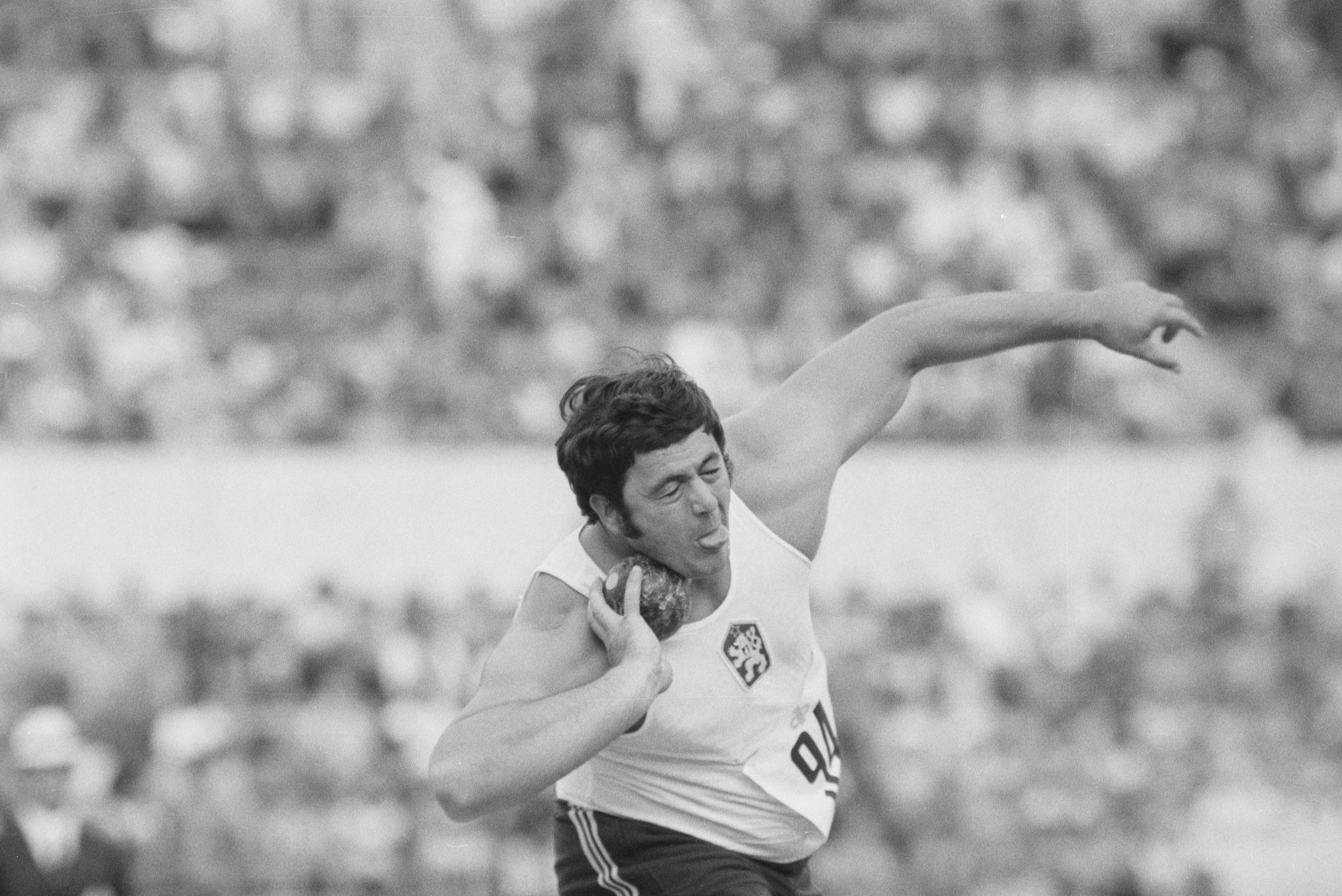
Jaroslav Brabec kam auf den elften Platz

## Videolinks
- Hans Höglund Sweden (20.17 meters) Shot Put 1976 Summer Olympics in Montreal (PB: 21.33 meters), youtube.com, abgerufen am 13. Oktober 2021
- Udo Beyer DDR Olympic Champion Shot Put (21.05 meters) 1976 Montreal, youtube.com, abgerufen am 13. Oktober 2021